# TRM 10000
TRM 10000（全輪駆動式戦術トラック10t積載型、テエールエム ディス・ミル、Toutes Roues Motrices 10000）はフランスのルノートラック社が開発し、フランス軍等が使用する軍用車両で、主にフランス陸軍において使用される大型トラックである。従来の軍用トラックに比べて不整地走破性を向上させている。

## 概要
1950年代から使用され続けていたGBCトラックの後継車種として1970年代からTRM（全輪駆動車）シリーズの開発が始まり、1994年にTRM10000は納入されることとなった。

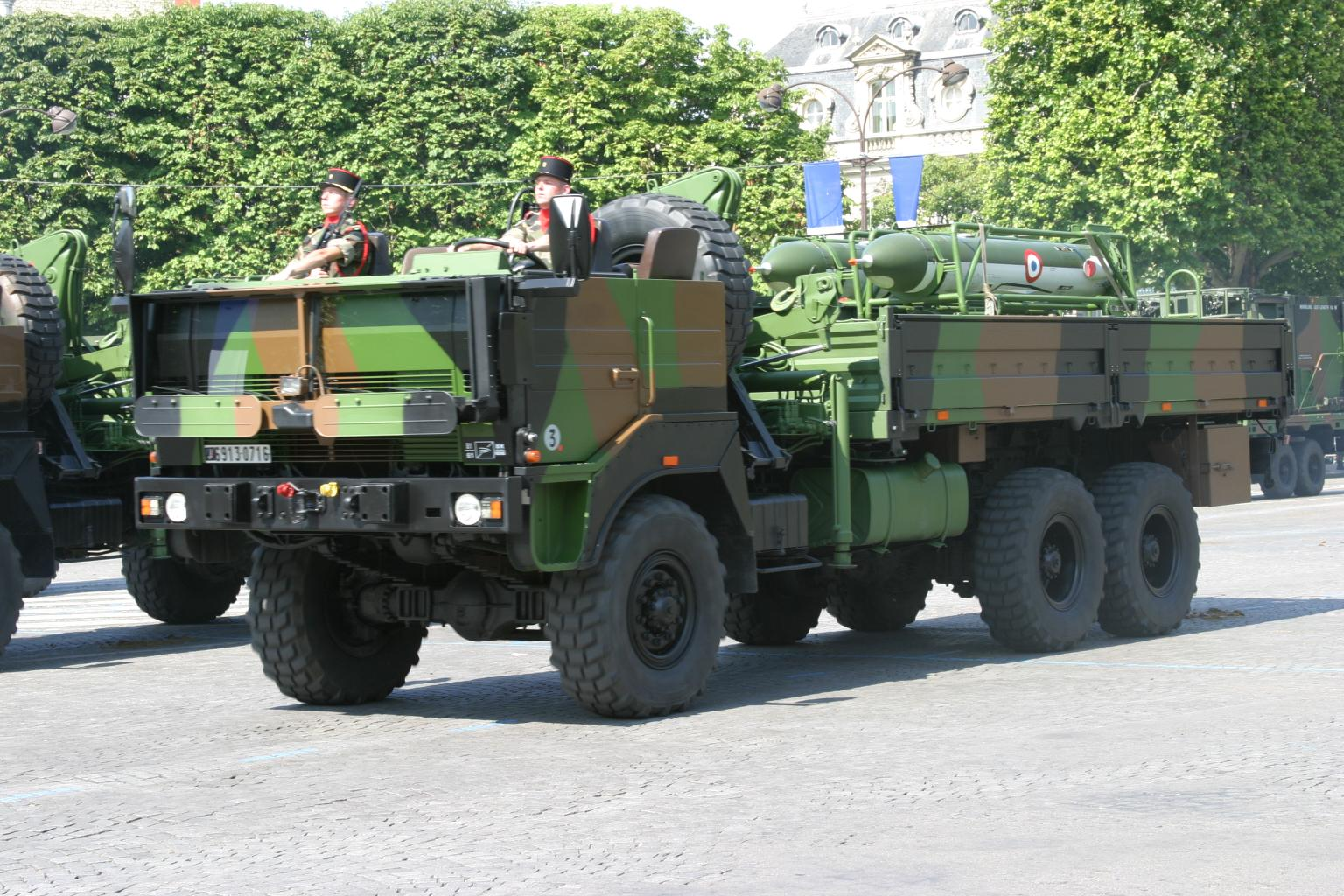
TRM- 10000 CL289無人偵察機搭載車
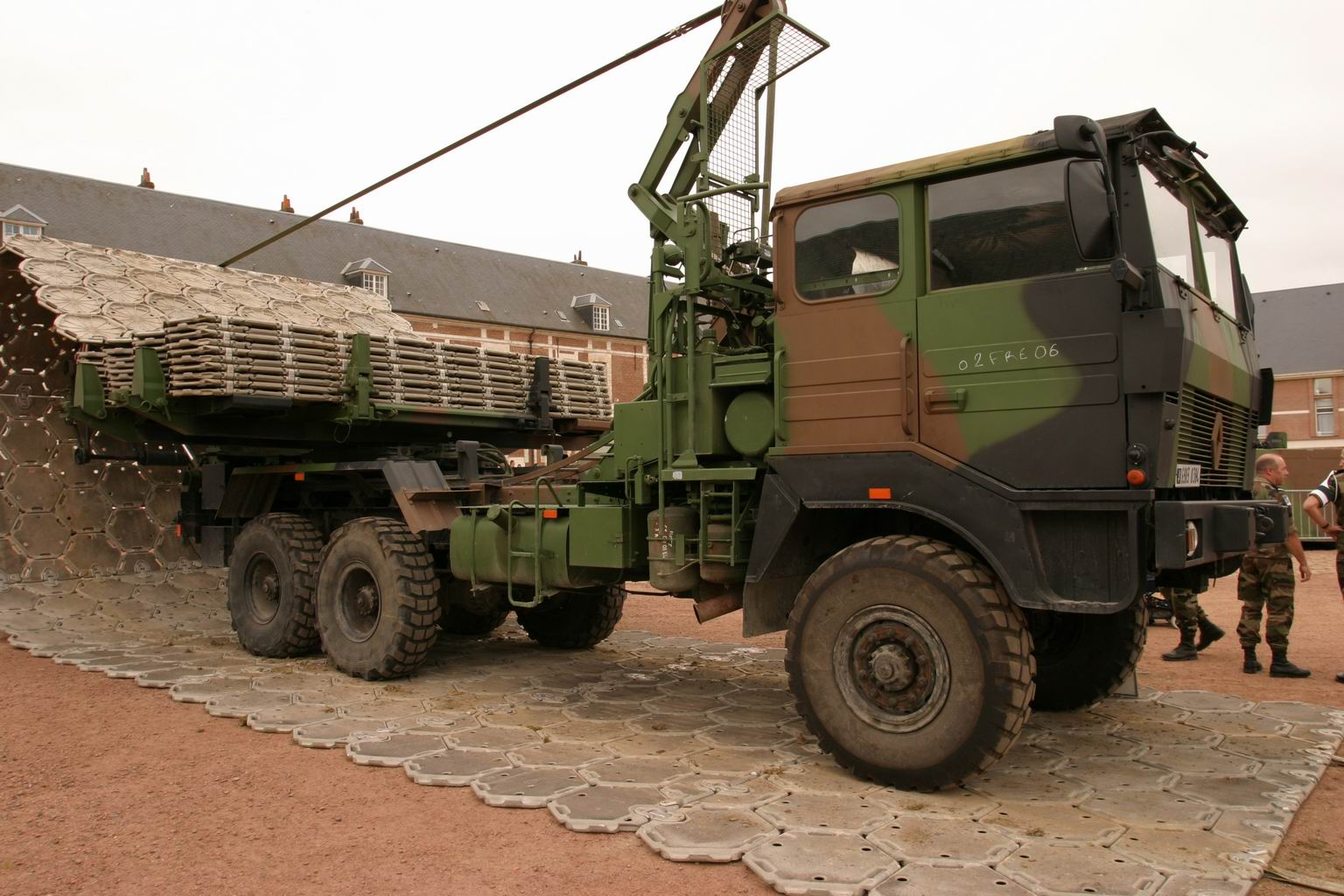
TRM-10000 工兵作業型
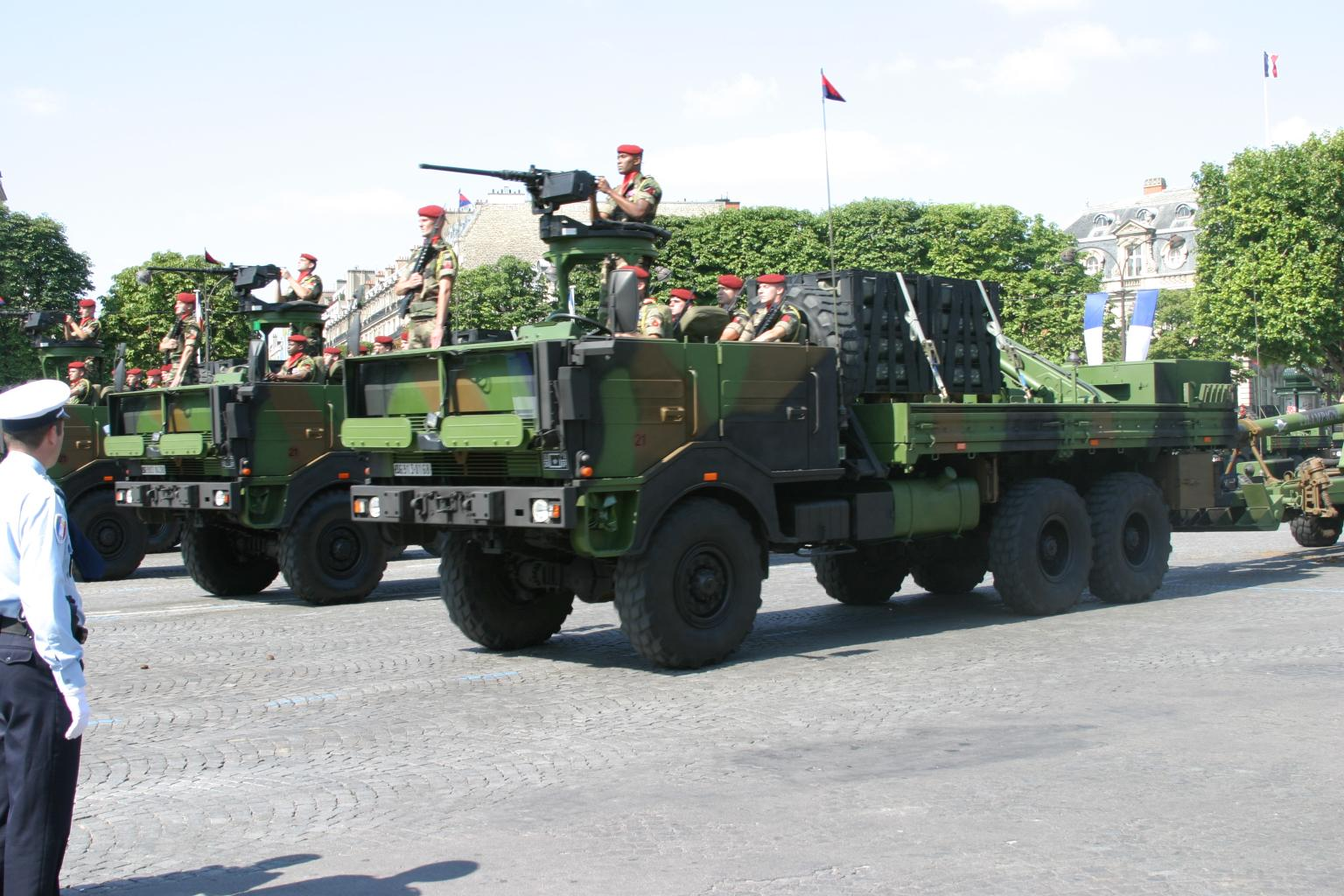
TRM-10000 TRF1榴弾砲牽引車